# Semaja

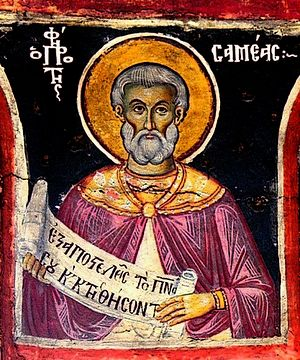
Een Grieks-orthodox icoon van Profeet Shemaiah

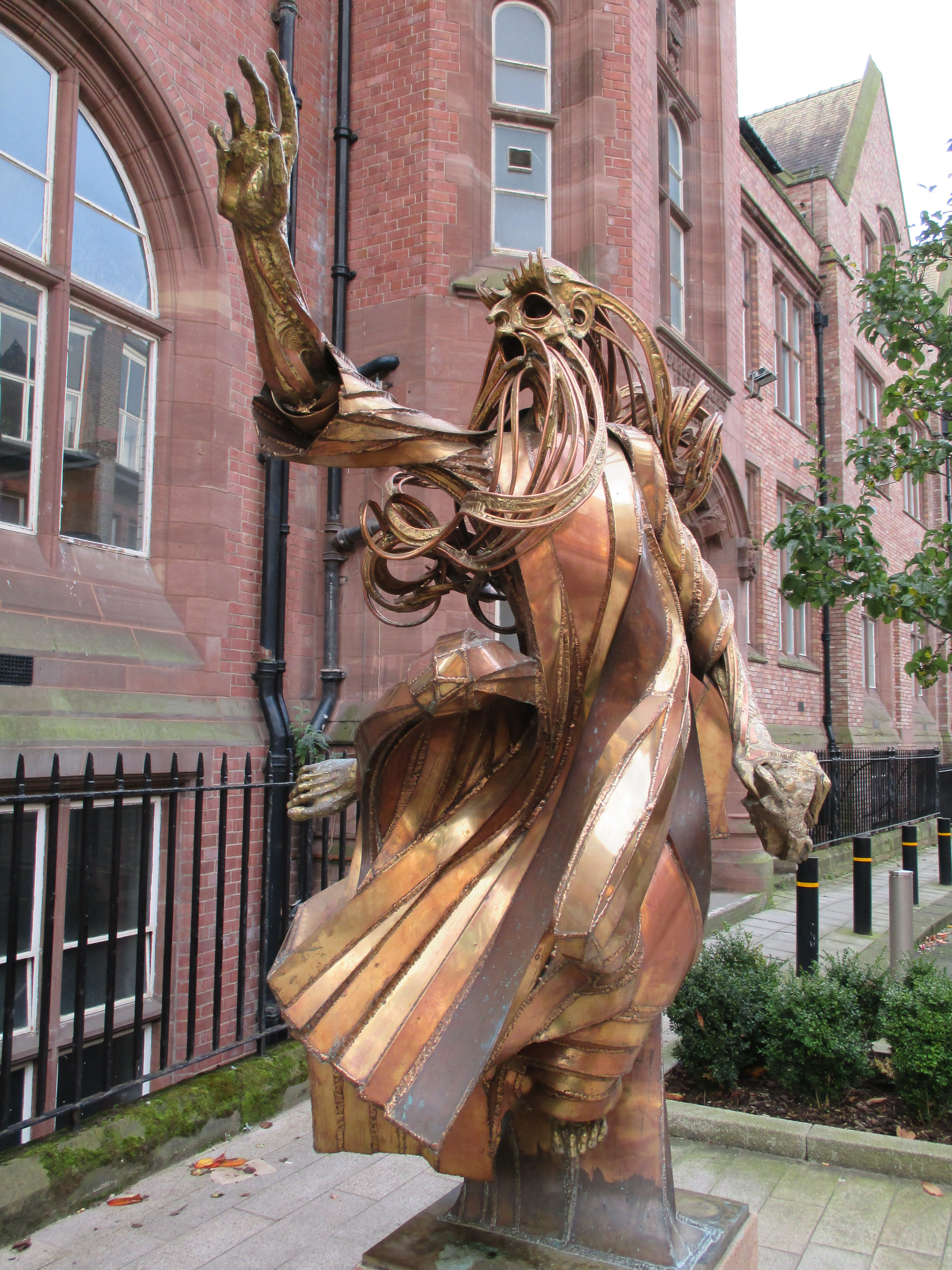
Standbeeld van Semaja naast de Harrison Hughes Building van de Universiteit van Liverpool.

In de Hebreeuwse Bijbel worden 28 personen genoemd met de naam Semaja (Hebreeuws: שְׁמַעְיָה; sjemaajah, "door JHWH gehoord" of "JHWH heeft gehoord"). De belangrijkste ervan was een profeet tijdens de regering van Rechabeam (922 v.Chr. - 915 v.Chr. of 931 v.Chr. - 913 v.Chr.).

## Leven
Semaja stond bekend als een 'godsman' (1 Koningen 12:22), een voorloper van de aanduiding profeet.
Volgens 1 Koningen 12:22-24 voorkwam de tussenkomst van Semaja een oorlog tussen Rechabeam en Jerobeam, nadat de laatstgenoemde de noordelijke stammen van Koninkrijk Israël leidde om zich af te scheiden van de stammen Juda en Benjamin. 
Bovendien staat in 2 Kronieken 12:5-8 dat toen farao Sjosjenq I tegen Jeruzalem optrok, Semaja de dreigende ramp als straf voor afvalligheid zag. Rechabeam bekeerde zich, waarop God Semaja liet aankondigen dat vanwege dit berouw de ramp zou worden afgewend, maar dat er een hoge schatting aan de farao zou moeten worden betaald. Volgens 2 Kronieken 12:15 schreef Semaja samen met de ziener Iddo de geschiedenis van Rechabeam op.

## Christendom
Semaja wordt op 8 januari als heilige vereerd in de liturgische kalender van de Oosters-orthodoxe kerken.